# Fucellia pluralis
Fucellia pluralis är en tvåvingeart som beskrevs av Huckett 1965. Fucellia pluralis ingår i släktet Fucellia och familjen blomsterflugor. Inga underarter finns listade i Catalogue of Life.